# 賭俠2002
《賭俠2002》，是一部於2002年上映的香港電影，由張敏執導、王晶監製，張家輝、馮德倫領銜主演。

## 劇情
李加乘是個運氣背到極點的倒楣鬼，自從三歲時父母去世之後，他就頭頭碰著黑，事事時運不濟。十多年來，他被迫寄居在大伯父家，大半時間找不到工作，找到的工作也幹不到三天。更為令人難以容忍的是，所有對他好或者他關心的人都會被其晦氣所累，連請他工作的人，也會遭到不幸。一次意外墜樓令加乘受傷，幸得醫院裡的清秀女護士靳夏天悉心照顧，加乘因此認識夏天的哥哥春天。春天剛剛贏得慈善賭王大賽，獲封「賭俠」稱號。奇怪的是加乘雖然能給其他人帶來不幸，但春天卻能利用他的黑仔特徵作明燈，並因此逢賭必勝。這令開賭場的大口九甚感氣憤，派殺手暗殺二人，兩人只好暫時避風頭。加乘發現，原來自己的運氣太差皆因祖墳被公廁佔據所致，於是請人為自己扭轉運氣。大口九霸佔春天的賭廳，並舉行「省港澳全能賭聖億萬大賽」。加乘前往參賽，這一賭局對加乘來說情勢凶險。

## 演員
| 演員                      | 角色     | 备注                                                                       |
| 張家輝                    | 李加乘   | 人稱「地獄倒楣鬼」，三歲時父母雙亡，住在大伯父家，在認識春天後運氣逐漸好轉 |
| 馮德倫 （粵語配音：陳欣） | 靳春天   | 香港賭俠，多次與加乘搭檔在賭場贏錢                                         |
| 王秀琳                    | 靳夏天   | 靳春天的妹妹，在醫院擔任護士                                               |
| 盧淑儀                    | Sauna    | 大口九手下                                                                 |
| 黃偉文                    | 何紅申   | 李加乘好友                                                                 |
| 黃一飛                    | 麥兜大師 | 看面相的師傅，雇用加乘在自己的店工作                                       |
| 王天林                    | 大伯父   | 李加乘的大伯父                                                             |
| 姜皓文                    | 大口九   | 賭場老闆                                                                   |
| 許紹雄                    | 陳sir    |                                                                            |
| 羅蘭                      | 靳母     |                                                                            |